# Sóc Guayaquil
Sóc Guayaquil, tên khoa học Sciurus stramineus, là một loài động vật có vú trong họ Sóc, bộ Gặm nhấm. Loài này được Eydoux & Souleyet mô tả năm 1841. Chúng là loại đặc hữu của Ecuador và Peru.